# Президентські вибори в Грузії 1995

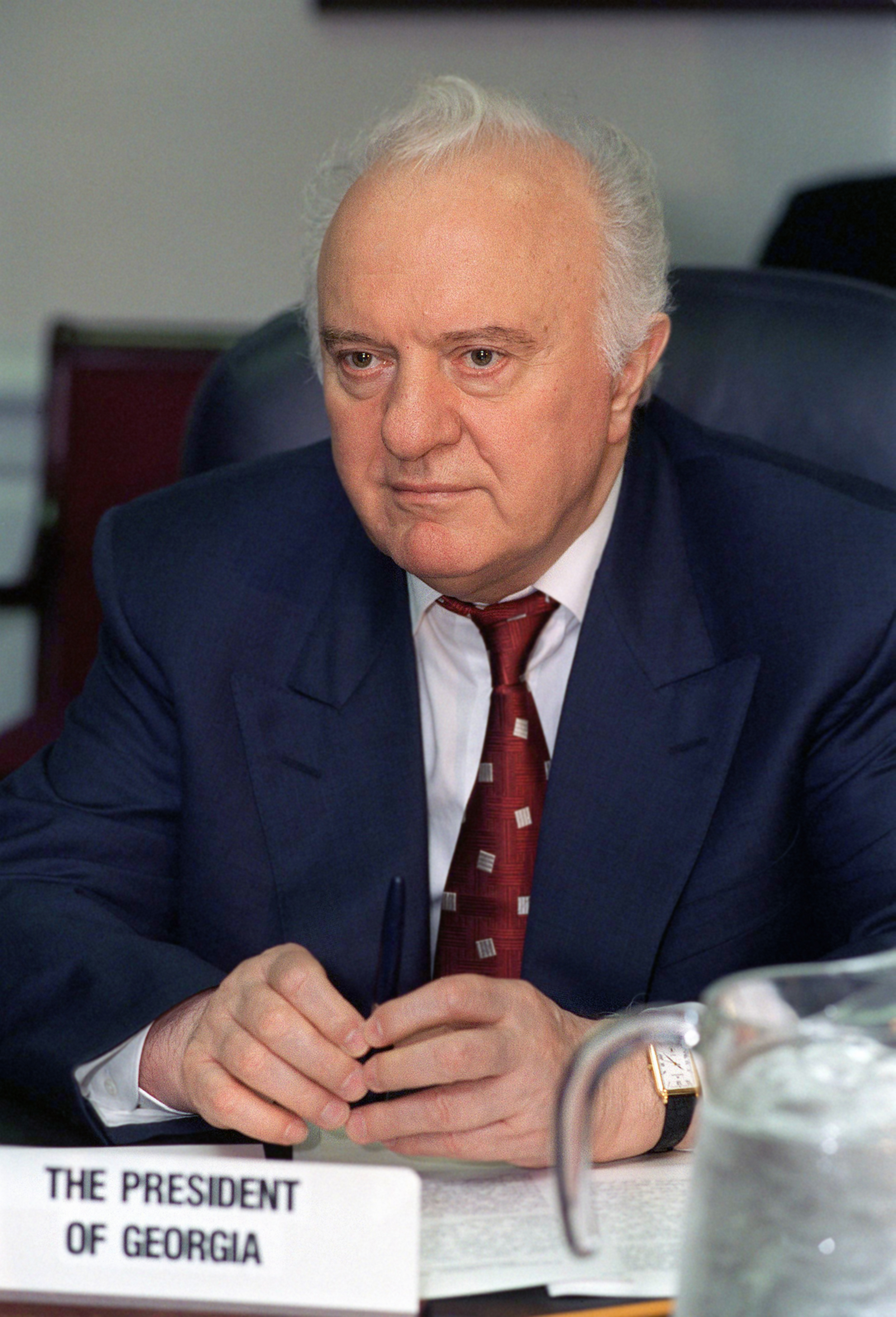
Эдуард Шеварднадзе

Президентські вибори в Грузії, які відбудулися 5 листопада 1995 року. Едуарда Шеварднадзе (Союз громадян Грузії) обрали 77 % виборців (явка склала 68 %). голосів.